# 高新才
高新才（1961年10月—），山东高密人，汉族，中国共产党党员。中华人民共和国教育人物、第十三届全国人民代表大会河南省代表。

## 生平
1983年毕业于兰州大学经济系；1986年加入中国共产党；在兰州大学经济系任教，历任经济系副主任、主任、经济管理学院院长、经济学院院长；
2013年5月，任兰州大学副校长；
2017年10月，任河南财经政法大学校长；
2018年，高新才被选为河南省出席第十三届全国人民代表大会代表；
2022年1月，不再担任河南财经政法大学校长。